# Justine Robbeson
Justine Gail Robbeson (* 15. Mai 1985 in Benoni) ist eine ehemalige südafrikanische Speerwerferin und Siebenkämpferin und zählt zu den erfolgreichsten Leichtathletinnen ihres Landes.

## Sportliche Laufbahn
Erste internationale Erfahrungen sammelte Justine Robbeson im Jahr 2001, als sie bei den Jugendweltmeisterschaften in Debrecen mit einer Weite von 51,54 m die Silbermedaille im Speerwurf gewann und im Weitsprung mit 5,96 m den siebten Platz belegte. 2003 nahm sie erstmals an den Afrikaspielen in Abuja teil und gewann dort mit 5697 Punkten die Silbermedaille im Siebenkampf hinter der Ghanaerin Margaret Simpson. Anschließend gewann sie auch bei den Afro-Asienspielen in Hyderabad mit 5587 Punkten die Silbermedaille hinter der Inderin J. J. Shobha. Im Jahr darauf siegte sie dann bei den Juniorenweltmeisterschaften in Grosseto mit neuem U20-Afrikarekord von 5868 Punkten im Siebenkampf und 2005 gewann sie bei den Sommer-Universiade in Izmir mit einem Wurf auf 58,70 m die Bronzemedaille im Speerwurf hinter der Tschechin Barbora Špotáková und Ma Ning aus China.
2006 nahm sie erstmals an den Afrikameisterschaften in Bambous teil und gewann dort mit 60,60 m die Goldmedaille im Speerwurf und wurde anschließend beim Leichtathletik-Weltcup in Athen mit 61,38 m Dritte. Im Jahr darauf nahm sie erneut an den Afrikaspielen in Algier teil und siegte dort mit einer Weite von 58,09 m die Goldmedaille. Am 16. Februar 2008 verbesserte Robbeson den südafrikanischen Landesrekord und den Afrikarekord in Potchefstroom auf 63,49 m. Dieser Rekord hatte bis 2009 Bestand, als sie von ihrer Landsfrau Sunette Viljoen abgelöst wurde. Mit dieser Weite qualifizierte sie sich für die Olympischen Spiele in Peking, bei denen sie mit 59,63 m aber nicht das Finale erreichte. Nachdem sie 2009 nur einen Wettkampf bestritten hatte, gewann sie im Folgejahr bei den Afrikameisterschaften in Nairobi mit einem Wurf auf 60,24 m die Silbermedaille hinter ihrer Landsfrau Viljoen und anschließend sicherte sie sich bei den Commonwealth Games in Neu-Delhi mit 60,03 m die Bronzemedaille hinter Viljoen und der Australierin Kimberley Mickle. 2011 nahm sie erneut an der Sommer-Universiade in Shenzhen teil und gewann dort mit 59,78 m die Bronzemedaille hinter Viljoen und der Russin Marina Maximowa. Zudem qualifizierte sie sich auch für die Weltmeisterschaften im südkoreanischen Daegu, bei denen sie mit 58,08 m aber nicht bis in das Finale gelangte. Anschließend verteidigte sie bei den Afrikaspielen in Maputo mit 55,33 m ihren Titel erfolgreich. 2012 nahm sie ein letztes Mal an den Afrikameisterschaften in Porto-Novo teil und gewann dort mit 52,81 m die Silbermedaille hinter der Ghanaerin Simpson und beendete anschließend im Alter von 27 Jahren ihre Karriere als Leichtathletin.
2007 und 2008 wurde Robbeson südafrikanische Meisterin im Speerwurf sowie 2003 im Siebenkampf und 2005 siegte sie im 100-Meter-Hürdenlauf.

## Persönliches
Robbeson absolvierte ein Studium für Ernährung und Human Movement an der Nordwest-Universität in Potchefstroom.

## Persönliche Bestleistungen
- 100 m Hürden: 13,56 s (+1,7 m/s), 16. Juli 2004 in Grosseto
- Speerwurf: 63,49 m, 16. Februar 2008 in Potchefstroom
- Siebenkampf: 5868 Punkte, 17. Juli 2004 in Grosseto